# می واردن
می واردن (انگلیسی: May Warden؛ ۹ مهٔ ۱۸۹۱ – ۵ اکتبر ۱۹۷۸) یک هنرپیشه اهل بریتانیا بود.
از فیلم‌ها یا برنامه‌های تلویزیونی که وی در آن نقش داشته است می‌توان به شامی برای یک نفر اشاره کرد.